# 巩昌等处都总帅府
巩昌等处都总帅府，元朝陕西行省所辖地方统治机构。
蒙古太宗七年（1235年），金朝巩昌府便宜总帅汪世显投降蒙古帝国，统辖巩昌等五府，秦州、陇州等27州。其后，都总帅府仅仅统辖巩昌路和平凉府、临洮府、庆阳府和秦州、陇州等十五州。管辖包括甘肃省东南部等地。 